# トンキニーズ

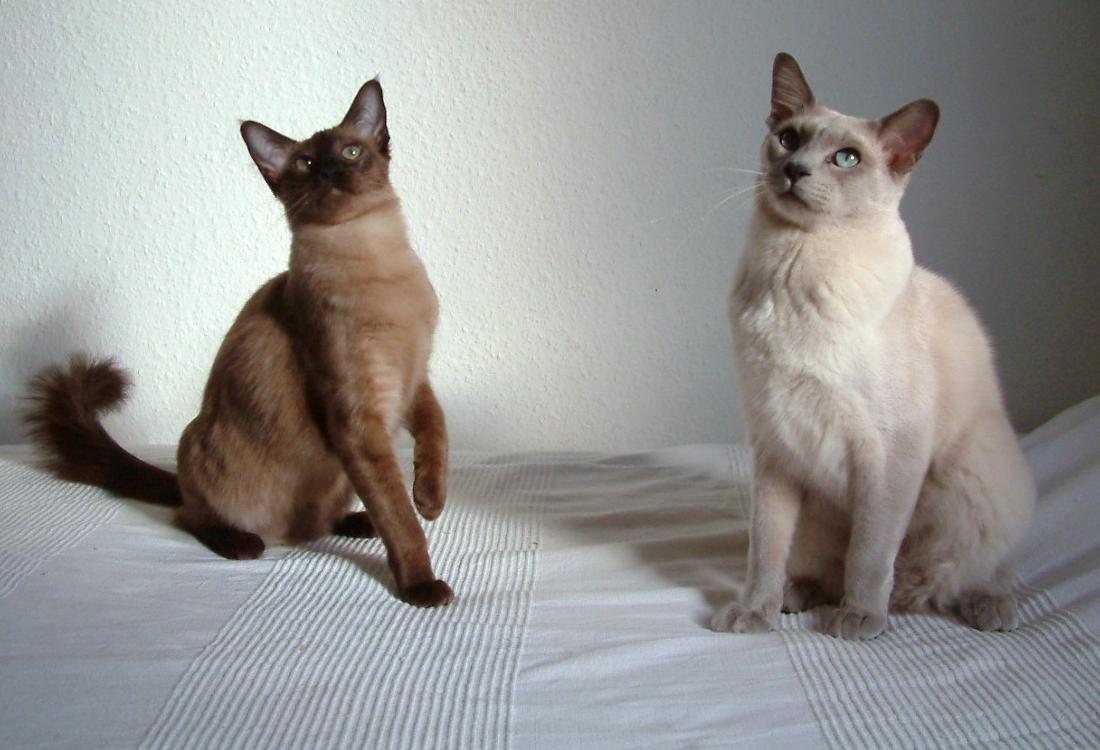
Tonkinois poil mi-long

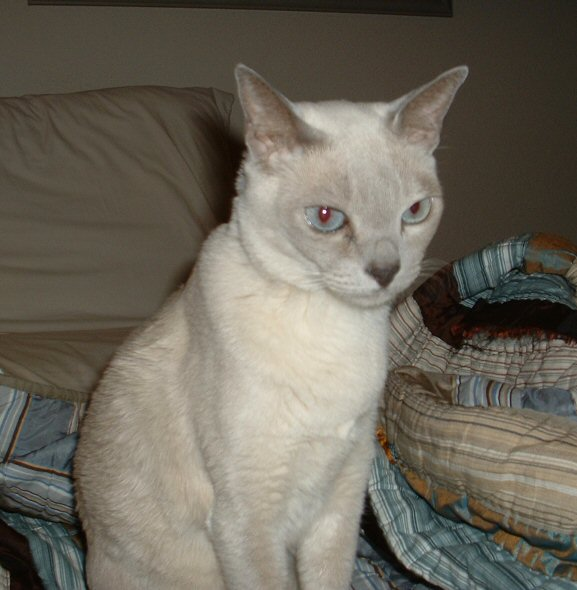
ミンクカラー・アクアカラーアイのトンキニーズ

トンキニーズ(Tonkinese)はネコの品種のひとつ。	
原産国はカナダ、およびアメリカ。

## 概要
1950年代から1970年代にかけてカナダやアメリカのブリーダーがシャムとバーミーズを交配させ繁殖を行ってきた。1974年にカナダで公認、その後アメリカでも公認されるようになった。
短毛種で被毛は体に密着し流れるように生えている。発生初期においてはバーミーズの特徴的なゴールドがかったブロンゼセピア色に、シャムの模様を併せ持っていたためにゴールデンシャムの愛称で呼ばれていた。現在ではブルー、ナチュラル、プラチナ、シャンパンなど色も増え、各色にはポイント、ソリッド、ミンクの種類がある。理想的なコントラストに毛が生えそろうまで2年程度の時間を要する。頭はやや丸めのくさび型。目は大きなアーモンド型で、目色はブルー、アクア、グリーンなど毛色によってさまざま。体格は筋肉質で、がっしりしている。

## 性格
非常に活発で物怖じしない好奇心を持ち、犬や人間の子供、新しい環境などに対しても適応できる社交的な性格。運動量は多く、さまざまな遊びに関心を示し、飽きさせない反面、落ち着きが無いように感じられる場合も。また、屋外や住設備など人の意図しないものに対しても関心を抱く可能性があるため、住環境や移送などには注意を図る必要が他の種よりも高い。